# Anders Lönnbro
Kjell Anders Lönnbro (Göteborg, 10 ottobre 1945 – Göteborg, 8 settembre 2022) è stato un attore, regista e produttore cinematografico svedese, vincitore del premio Guldbagge come miglior attore nel 1978.

## Biografia
La famiglia era originaria di Kungsbacka ma frequentò gli studi superiori all'Università di Göteborg. Nel 1969 ottenne una borsa di studio che gli permise di trasferirsi a Filadelfia dove entrò a fare parte del movimento del Sessantotto. Questa frequentazione lo maturò politicamente e lo influenzò nelle scelte future. Rientrò in patria e si dedicò alla recitazione, prima a livello amatoriale e poi frequentando l'Accademia Nazionale di Arte Drammatica di Malmö.
Conclusi gli studi formò con i compagni di corso Lasse Strömstedt, Bodil Mårtensson e Christer Dahl il collettivo Kenneth Ahl, attivo a livello artistico con gli strati sociali in difficoltà del Paese.
Morì dopo una breve malattia.

## Vita privata
Fu sposato con l'attrice Bodil Mårtensson ed ebbe un figlio, Harald Lönnbro, anch'egli attore.

## Filmografia
- Il colpo (Lyftet), regia di Anders Lönnbro (1978)
- Patrik 1,5, regia di Ella Lemhagen (2008)

## Premi e riconoscimenti
Guldbagge
1978 - Miglior attore - Il colpo